# Doly (przystanek kolejowy)
Doly – przystanek kolejowy w Dolach, w kraju pilzneńskim, w Czechach. Położony jest na wysokości 490 m n.p.m..
Na przystanku nie ma możliwość zakupu biletów, a obsługa podróżnych odbywa się w pociągu. 

## Linie kolejowe
- 184 Domažlice - Planá u Mariánských Lázní